# Andrea Ariaudo
Andrea Ariaudo, né le 6 avril 1987 à Coni en Italie est un joueur italien de volley-ball. Il mesure 1,95 m et joue réceptionneur-attaquant.

## Clubs
| Club            | Pays   | De        | À         |
| --------------- | ------ | --------- | --------- |
| Bre Banca Cuneo | Italie | 2006-2008 | 2008-2009 |

## Palmarès
Néant.